# Gasteig

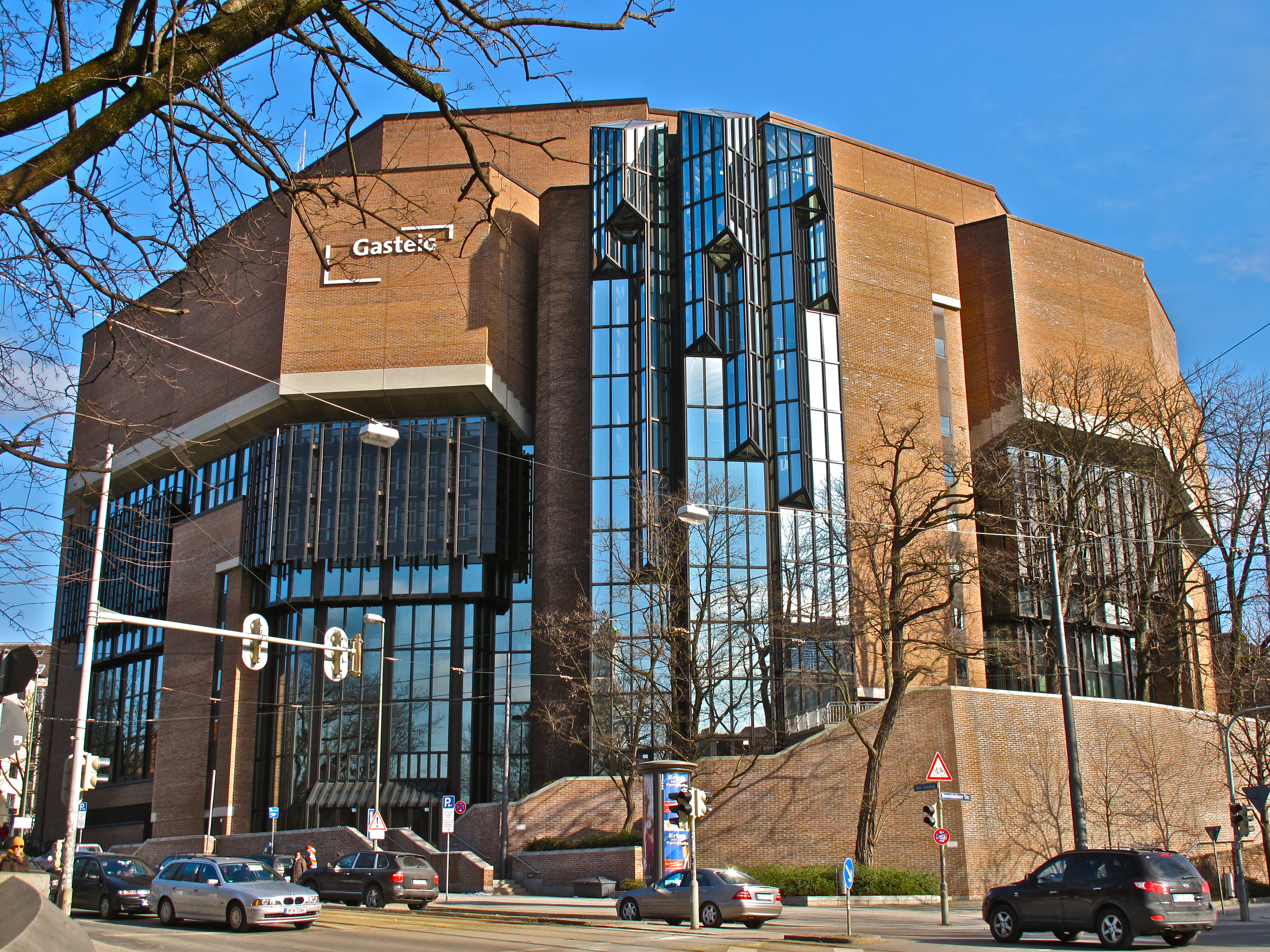
Clădirea Gasteig văzută de pe malul râului Isar

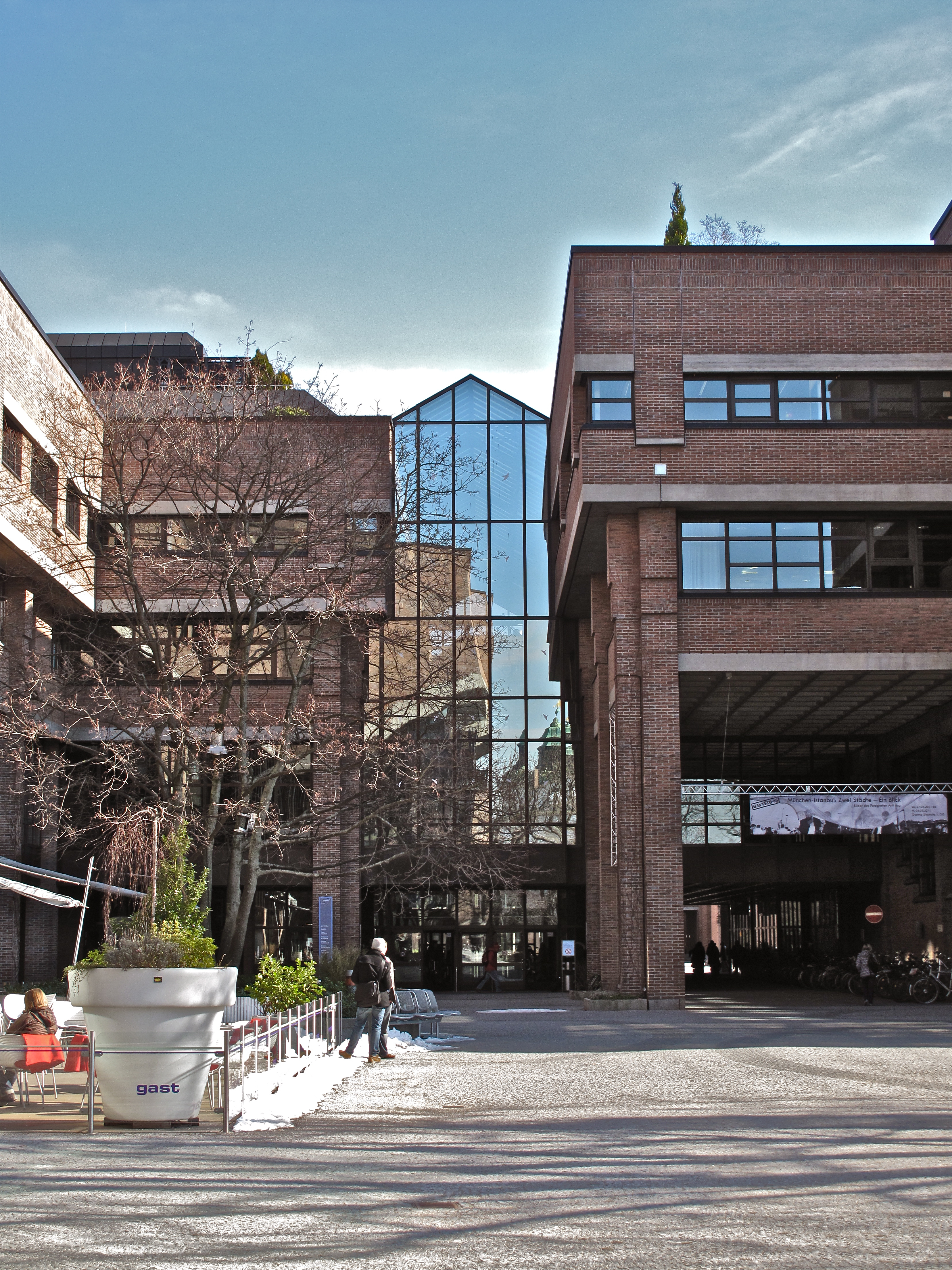
Vedere din curtea interioară, numită Forumul Celibidache

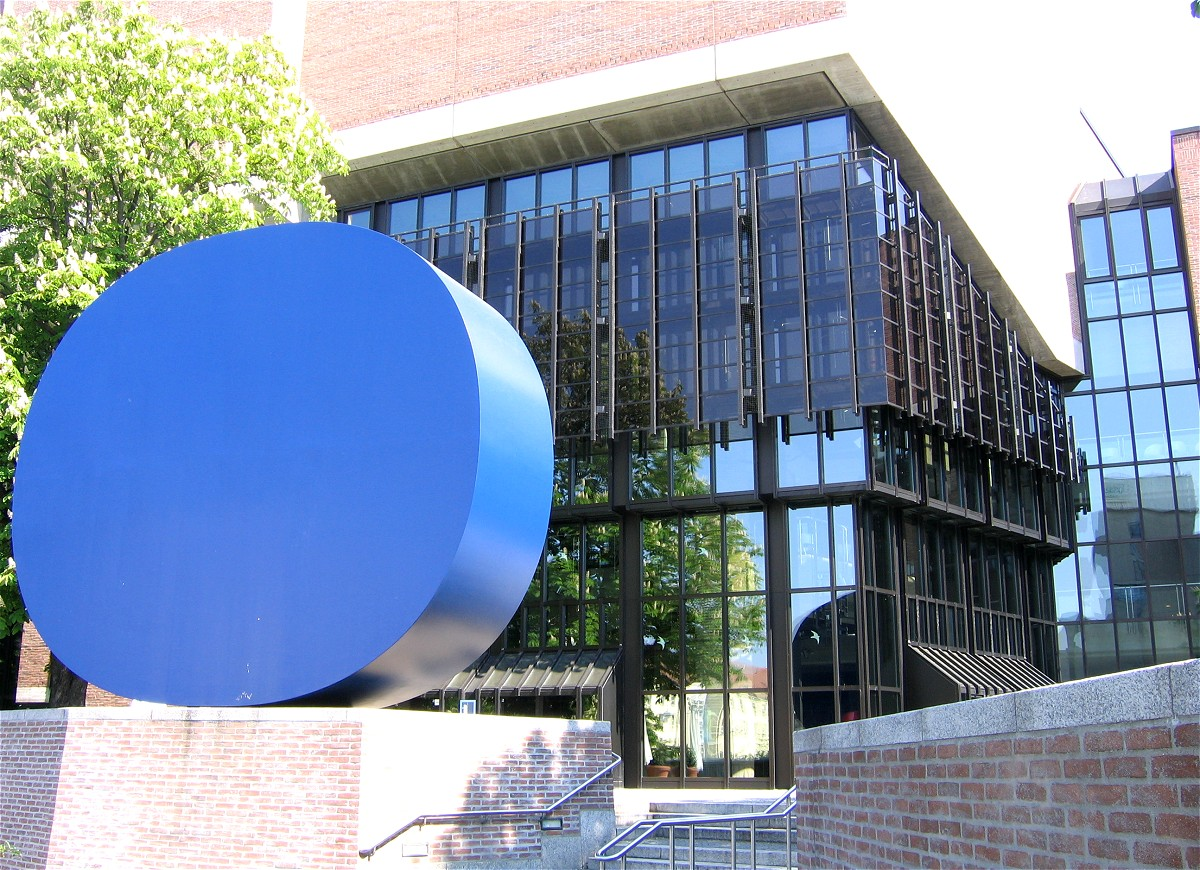
Artă modernă de Rupprecht Geiger

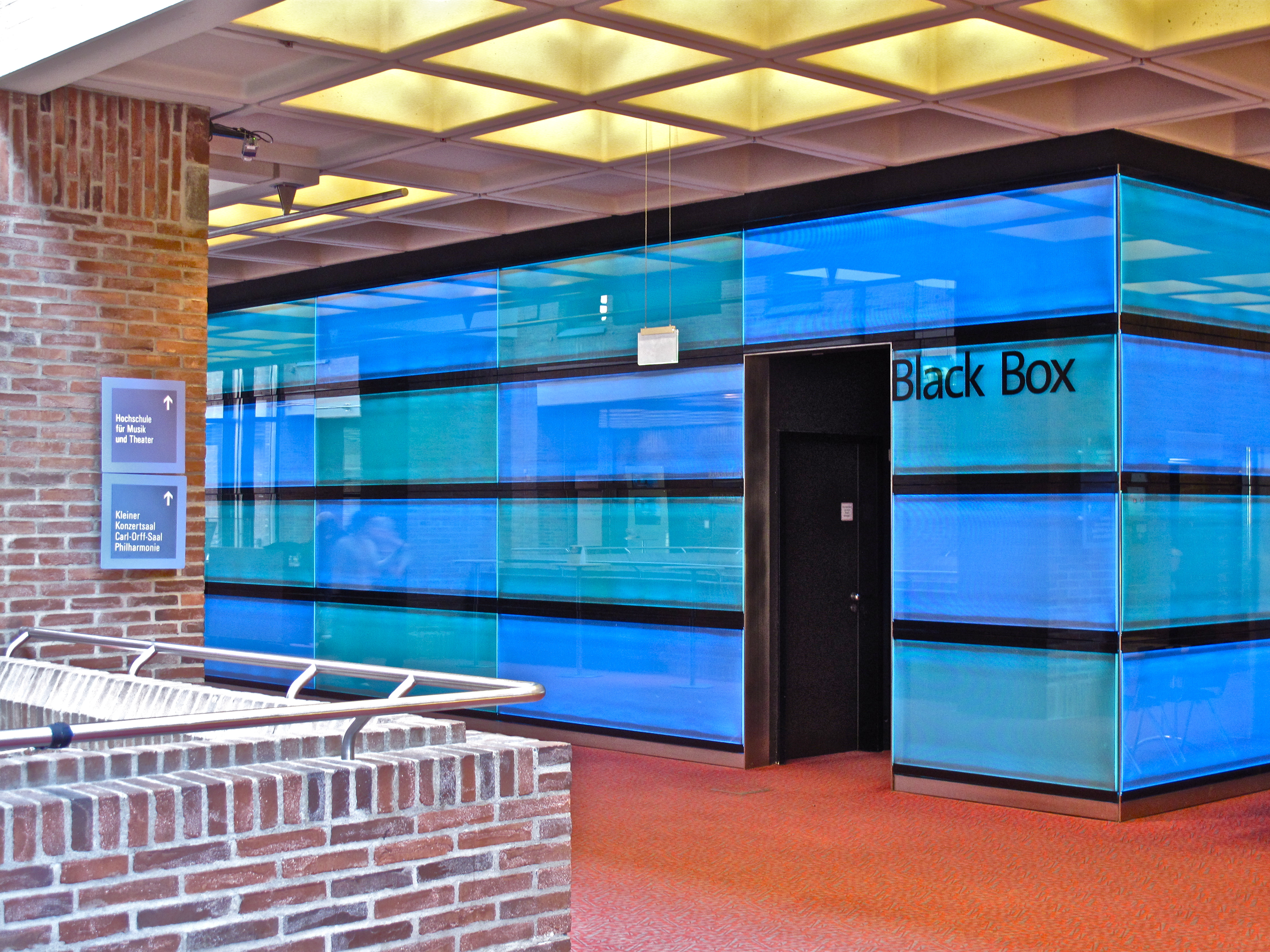
Black Box

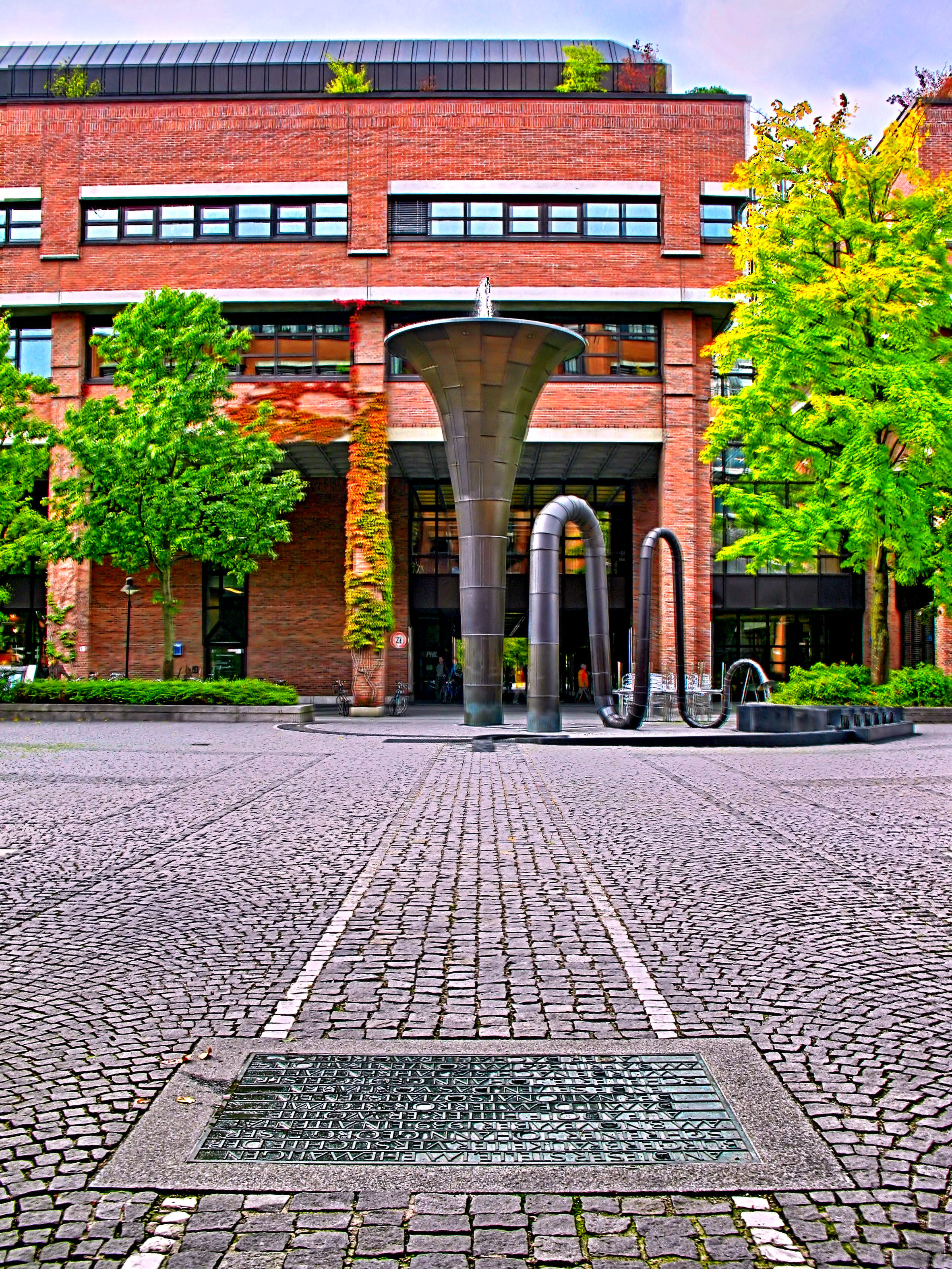
Placă comemorativă pentru Georg Elser, în spate fântâna Erich-Schulze

Gasteig este un centru cultural și educațional din München, dat în folosință în anul 1985. Sala mare are o capacitate de 2.572 locuri. Clădirea se află în prezent în renovare. Terminarea lucrărilor este prevăzută pentru 2027. 

## Toponimie
Denumirea Gasteig provine din bavareză (gach, „abrupt” + Steig, „urcuș”) și se referă drumul în pantă care lega malul drept al râului Isar de centrul orașului, pe drumul sării, care a avut o mare importanță economică în Evul Mediu. Podul peste râul Isar pe care trecea acest drum, care poartă azi numele regelui Ludovic I al Bavariei (Ludwigsbrücke), stă la începutul istoriei orașului München. El a fost construit de Henric Leul, după ce podul episcopului de Freising, aflat mai la nord, fusese distrus. Astfel s-a fondat orașul München.

## Instituții rezidente
Următoarele instituții își au sediul în centrul cultural Gasteig:
- Orchestra Filarmonică din München (Münchner Philharmoniker)
- Școala Populară din München (Münchner Volkshochschule)
- Biblioteca Orășenească din München (Münchner Stadtbibliothek)

Gasteig a fost de asemenea sediul Conservatorului Richard Strauss până în 2008. După integrarea conservatorului în Hochschule für Musik und Theater München (Universitatea pentru Muzică și Teatru München) sălile sunt în continuare folosite de Unviersitate.
În Gasteig se află următoarele săli de concerte:
- Sala Filarmonicii (Philharmonie) (2.572 de locuri), în care este amplasată o orgă construită de Johannes Klais
- Sala Carl Orff (Carl-Orff-Saal) (528-598 locuri)
- Black Box (120-225 locuri, 20 locuri în picioare)
- Mica sală de concerte (Kleiner Konzertsaal) (191 locuri)

Biblioteca orășenească are de asemenea o sală de prelegeri cu 132 de locuri. În clădire sa află biblioteca centrală (Zentralbibliothek Am Gasteig) a Bibliotecii Orășenești cu o secție de muzică și una pentru copii. Alte filiale ale bibliotecii orășenești sunt răspândite în tot orașul.
Mii de vizitatori vin zilnic la bibliotecă, expoziții, prelegeri, vizionări de film, concerte culte și moderne, teatru sau balet. În fiecare an începând din 1959, în foaierele centrului cultural Gasteig are loc o expoziție de carte numită Münchner Bücherschau. Aici mai munlt de 300 de edituri își prezintă timp de 18 zile (între orele 8.00 și 23.30) noile apariții. Tot anual se desfășoară în München și concursul de muzică al ARD, televiziunea publică germană.

## Istoricul clădirii
Pe 26 noiembrie 1864 tânărul rege Ludovic al II-lea al Bavariei decidea construirea pe Gasteig a unei case de opere de dimensiuni monumetale, cum și-o dorea Richard Wagner pentru reprezentarea ciclului său Inelul Nibelungilor. Architectul Gottfried Semper, care la fel ca Wagner se refugiase după Revoluția din 1848 din Dresda în Elveția, a fost însărcinat cu proiectul. Planurile au și fost realizate în perioada 1864-1866, însă pe 10 decembrie 1865 Wagner a trebuit să părăsească forțat orașul și proiectul nu a mai fost finalizat.
În vecinătatea actualului centru cultural Gasteig s-a aflat berăria Bürgerbräukeller, de la care a pornit așa numitul „puci de la berărie”, pus la cale de Adolf Hitler în anul 1923, precum și atentatul lui Georg Elser din 8 noiembrie 1939 asupra lui Hitler.